# Долина (Ботошани)
Долина (рум. Dolina) насеље је у Румунији у округу Ботошани у општини Леорда. Oпштина се налази на надморској висини од 175 m.

## Становништво
Према подацима из 2002. године у насељу је живело 640 становника, од којих су сви румунске националности.